# Gornji Draganec
Gornji Draganec est un village croate, situé dans le comitat de Bjelovar-Bilogora. Il est traversé par la route D43 (en).

## Démographie
En 2021, le recensement indique que le village compte 318 habitants.